# Агинтово
Агинтово — деревня в Сергиево-Посадском районе Московской области, в составе муниципального образования сельского поселения Шеметовское (до 29 ноября 2006 года входил в состав Закубежского сельского округа).

## Население
| 2002 | 2006 | 2010 |
| ---- | ---- | ---- |
| 1    | →1   | ↗5   |

## География
Агинтово расположено примерно в 45 км (по шоссе) на северо-запад от Сергиева Посада, в междуречье Дубны и её левого притока Кубжи, высота центра деревни над уровнем моря — 140 м.